# 第3回20か国・地域首脳会合
第3回20か国・地域首脳会合（だい3かい20かこく・ちいきしゅのうかいごう、別名：G20首脳会合、G20金融サミット、G20ピッツバーグ・サミット、英語：G20 Pittsburgh Summit）は、2009年9月24日・25日に米国ペンシルベニア州ピッツバーグのデイヴィッド・L・ローレンス・コンベンション・センターで開催された首脳会合である。2009年4月のG20ロンドン・サミット直後、世界金融危機に迅速に対応するために1年以内にG20首脳会合を開くことが提案され、本首脳会合がアナウンスされた。米国のバラク・オバマ大統領が主催を申し出た本会合は、当初、国連総会の開催に合わせてニューヨークで開催される予定だったが、2009年5月28日、オバマ政権は開催地をピッツバーグに変更するとアナウンスした。これは同市が20世紀後半の製造業衰退の後に経済復興を果たしたことを強調するためであった。
協議された議題の中には国際通貨基金（IMF）の抜本改革に関する提言があった。さらにフランスのニコラ・サルコジ大統領は、実施済みの対策に関する評価を行うことを提案した。
首脳会合の主会場であるデイヴィッド・L・ローレンス・コンベンション・センターは、LEED（Leadership in Energy and Environmental Design、エネルギーと環境に配慮したデザインにおけるリーダーシップ）プログラムが認証した世界最大の建築物の1つである。また各国首脳を迎えたワーキング・ディナーがフィップス植物園で催された。同植物園が選ばれた理由は、アースシェルター（半地下）方式のウェルカム・センターや世界で最もエネルギー効率の高い熱帯温室など、環境にやさしい特長を強調するためであった。その他、アンディ・ウォーホル美術館、ピッツバーグ創造・公演芸術高校、テレサ・ハインツ・ケリーの農場であるローズモント（Rosemont）など、市内各所が会場として使用された。
ピッツバーグに本拠を置くエネルギー供給会社であるダイレクト・エナジー・ビジネス社は、グリーン電力証書（RECs、Renewable Energy Certificates）の購入により、G20首脳会合開催期間中のピッツバーグ市の電力使用量を相殺した。

## 準備
ピッツバーグで首脳会合を開催するため、開催まで数週間、多くの対策が実施された。ダウンタウンの通りの多くは再舗装され、開催地近くのメロン・アリーナで行われる予定だったピッツバーグ・ペンギンズのNHLアイスホッケーの試合スケジュールが変更された。首脳会合開催の週は多くの通りが閉鎖され、交通規制が行われた。公立学校、大学、開催地近くの店舗・事務所の多くは閉鎖され、会議期間中休講または自宅勤務となった。またピッツバーグ市長のルーク・レイヴァンストールは、各種問題の緩和のため、イベント開催中に抗議運動を行うと予想されたいくつかのグループと事前に打ち合わせを行った。

### 警備

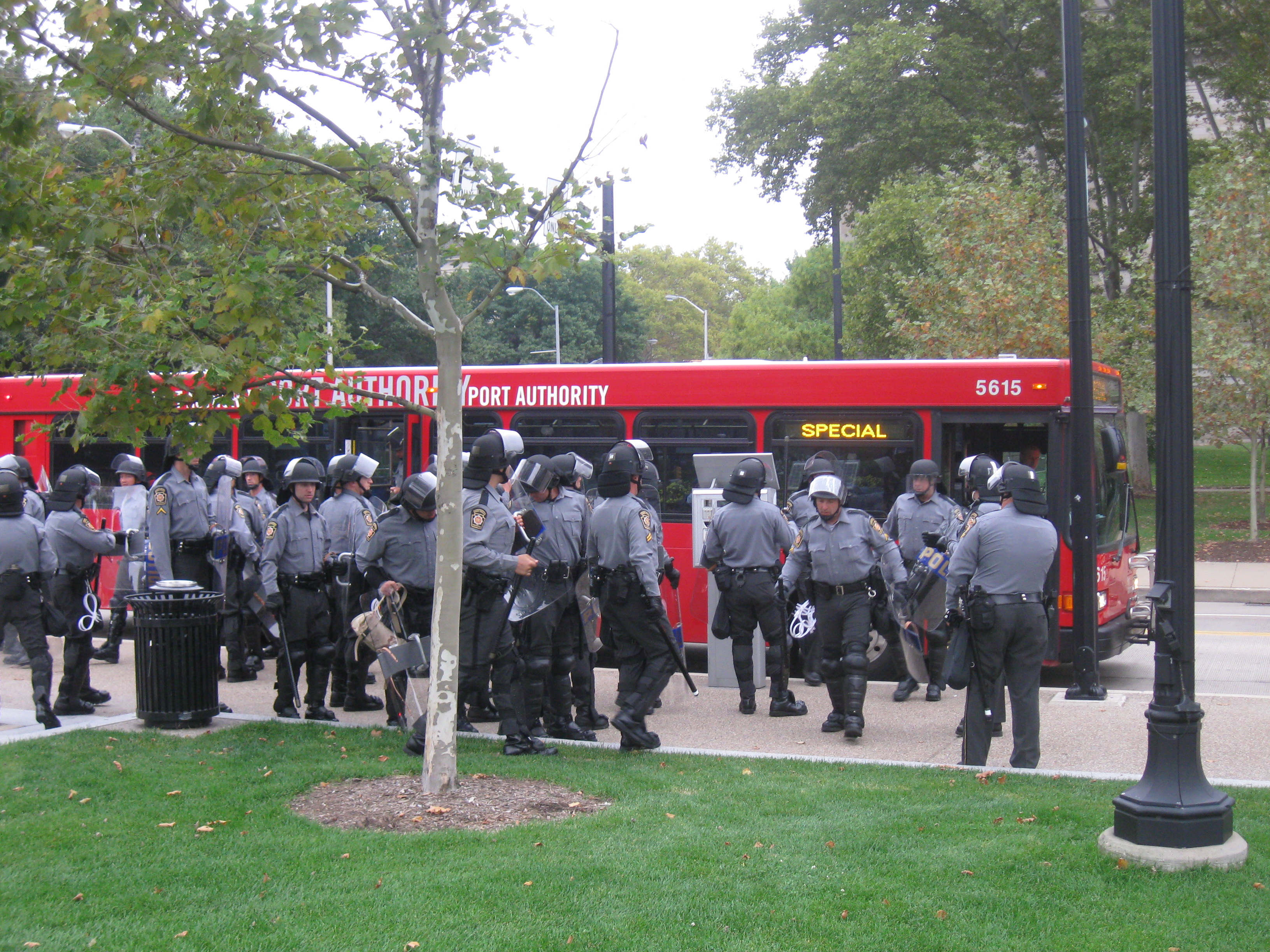
オークランドで市バスから出て来る機動隊（9月24日）

首脳会合の期間中は数千人の抗議運動参加者が予想されたため、同会合は国家特別警備行事（NSSE、National Special Security Event）に指定された。警備はピッツバーグ市警察の協力の下、アメリカ合衆国シークレットサービスによって行われた。
4,000人の警官が必要と見込まれたが、当初イベント開催時点で市には900人しかいなかった。このためペンシルベニア州警察はSWAT、ヘリコプター要員、騎馬警官、秘密捜査員、自転車警官、バイク警官を含む1,000人以上の警官をダウンタウンの警備に提供すると約束した。6月以降、アレゲイニー郡は警官75人をピッツバーグ市警察に送り込み、特別訓練を受けさせた。ニューヨーク市とボルチモア市 もまた、複数の警官を派遣することを約束した。シカゴ市の警官の中には、休暇を取って支援に駆けつける者もいた。イベント開催期間中、すべての警官はその所属にかかわらずシークレットサービスの指揮下に入った。
チヌーク、ブラックホークヘリコプター、装甲ハンヴィー、陸軍兵士、そして沿岸警備隊からM240機関銃を備えた10籍の全長25フィートのボートが、大規模で暴力的な抗議運動あるいはテロリストによる攻撃に備えた。

## 首脳会合

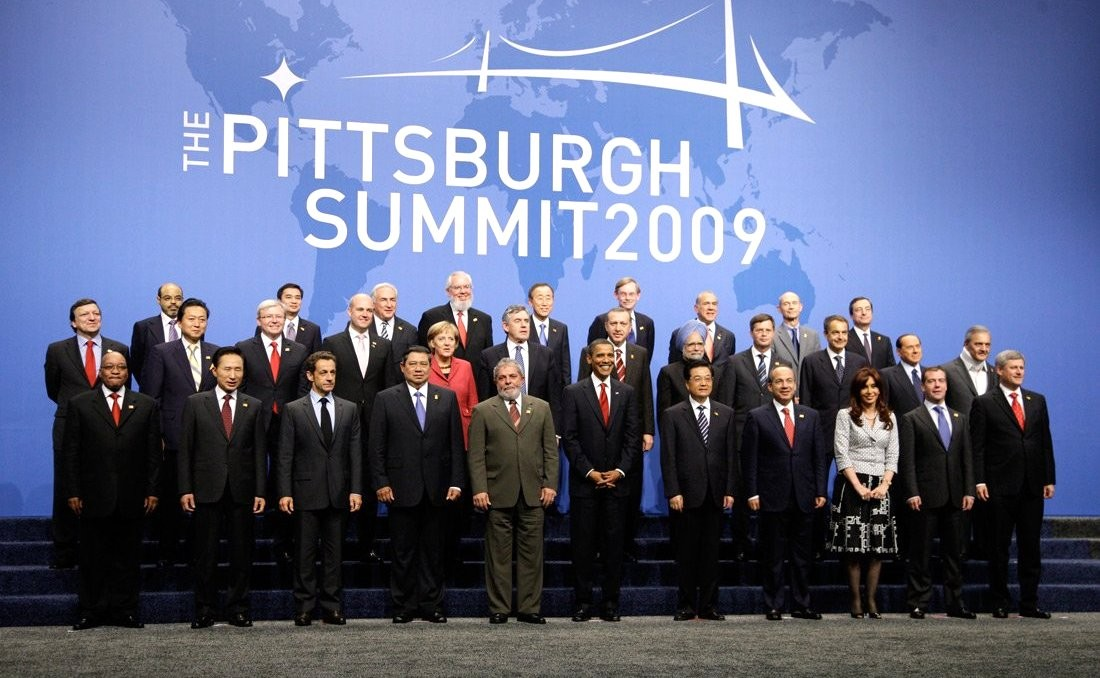
ピッツバーグ・サミットに出席したG20首脳

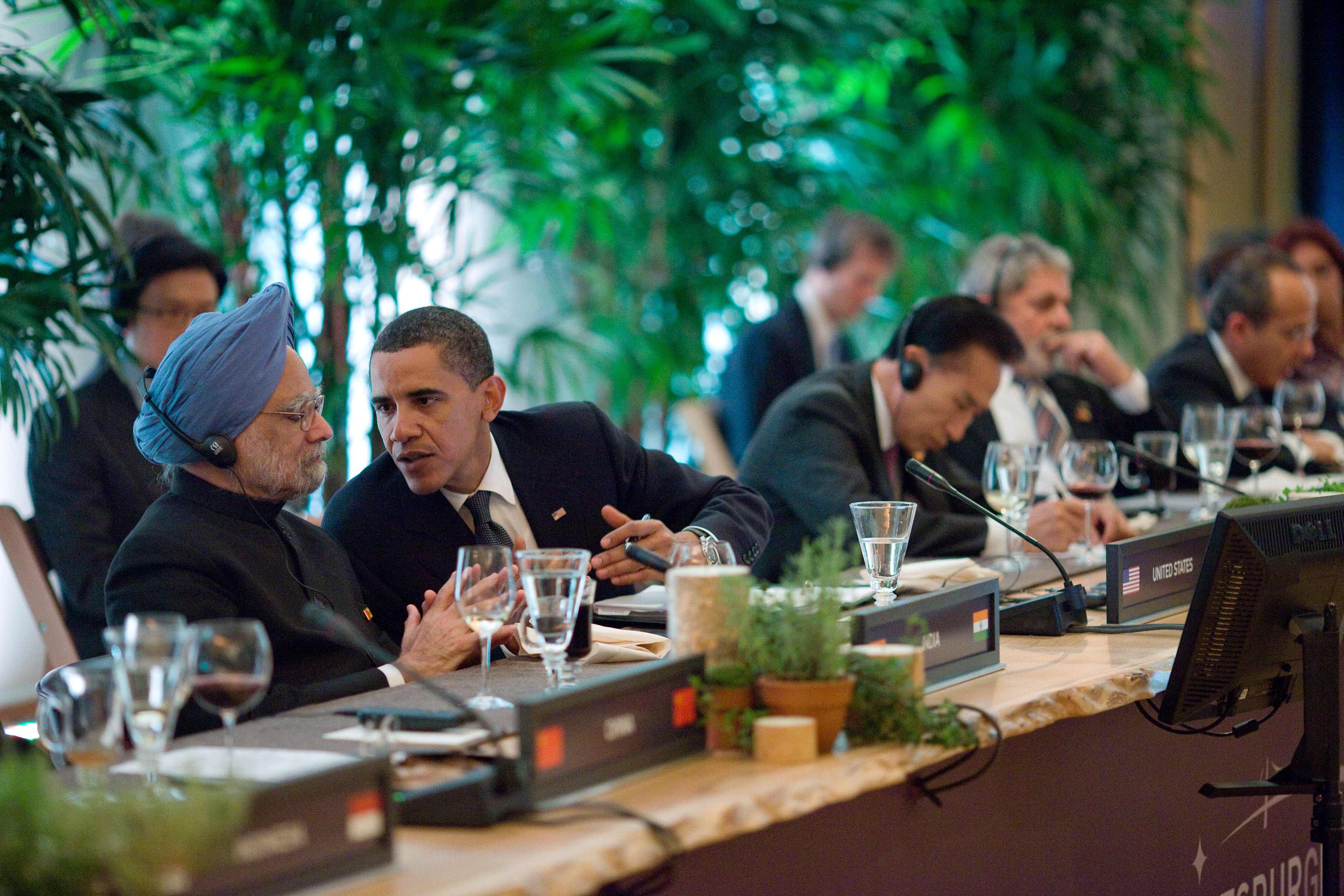
ピッツバーグ・サミットの会場の1つフィップス植物園で米国バラク・オバマ大統領と話すインド・マンモハン・シン首相

G20の首脳は2009年9月24日にピッツバーグに集まった。同日夕方、首脳たちはオークランドのフィップス植物園で開かれた歓迎会（レセプション）に出席した。
首脳会合は9月25日の朝、ダウンタウンのデイヴィッド・L・ローレンス・コンベンション・センターで始まった。

### 出席した首脳
国・地域
- アメリカ合衆国 - バラク・オバマ（アメリカ合衆国大統領） （主催者）
- イギリス - ゴードン・ブラウン（イギリス首相）
- フランス - ニコラ・サルコジ（フランス共和国大統領）
- ドイツ - アンゲラ・メルケル（ドイツ首相）
- 日本 - 鳩山由紀夫（日本国内閣総理大臣）
- イタリア - シルヴィオ・ベルルスコーニ（イタリア首相）
- カナダ - スティーヴン・ハーパー（カナダ首相）
- ロシア - ドミートリー・メドヴェージェフ（ロシア連邦大統領）
- 中華人民共和国 - 胡錦濤（中華人民共和国主席）
- インド - マンモハン・シン（インド首相）
- ブラジル - ルイス・イナシオ・ルーラ・ダ・シルヴァ（ブラジル連邦共和国大統領）
- メキシコ - フェリペ・カルデロン（メキシコ大統領）
- 南アフリカ共和国 - ジェイコブ・ズマ（南アフリカ大統領）
- オーストラリア - ケビン・ラッド（オーストラリア首相）
- 大韓民国 - 李明博（大韓民国大統領）
- インドネシア - スシロ・バンバン・ユドヨノ（インドネシア大統領）
- 国王 アブドゥッラー・ビン・アブドゥルアズィーズ
- トルコ - レジェップ・タイイップ・エルドアン（トルコ首相）
- アルゼンチン - クリスティーナ・フェルナンデス・デ・キルチネル（アルゼンチン大統領）
- スペイン - ホセ・ルイス・ロドリゲス・サパテロ（スペイン首相）※
- オランダ - ヤン・ペーター・バルケネンデ（オランダ首相）※

※印の国はG20のメンバーと認識されていない。
地域機関
- 欧州委員会 - ジョゼ・マヌエル・ドゥラン・バローゾ（欧州委員会委員長）
- 欧州理事会 - フレドリック・ラインフェルト（欧州理事会議長、スウェーデン首相）
- アフリカ開発のための新パートナーシップ（NEPAD） - メレス・ゼナウィ（NEPAD議長、エチオピア首相）
- 東南アジア諸国連合（ASEAN） - アピシット・ウェーチャチーワ（ASEAN議長、タイ首相）

国際機関
- 国際連合 - 潘基文（国際連合事務総長）
- 世界銀行 - ロバート・ゼーリック（世界銀行総裁）
- 国際通貨基金（IMF） - ドミニク・ストロス＝カーン（国際通貨基金専務理事）
- 世界貿易機関（WTO） - パスカル・ラミー（世界貿易機関事務局長）
- 金融安定化フォーラム（FSF） - マリオ・ドラギ（金融安定化フォーラム議長）

## 抗議運動

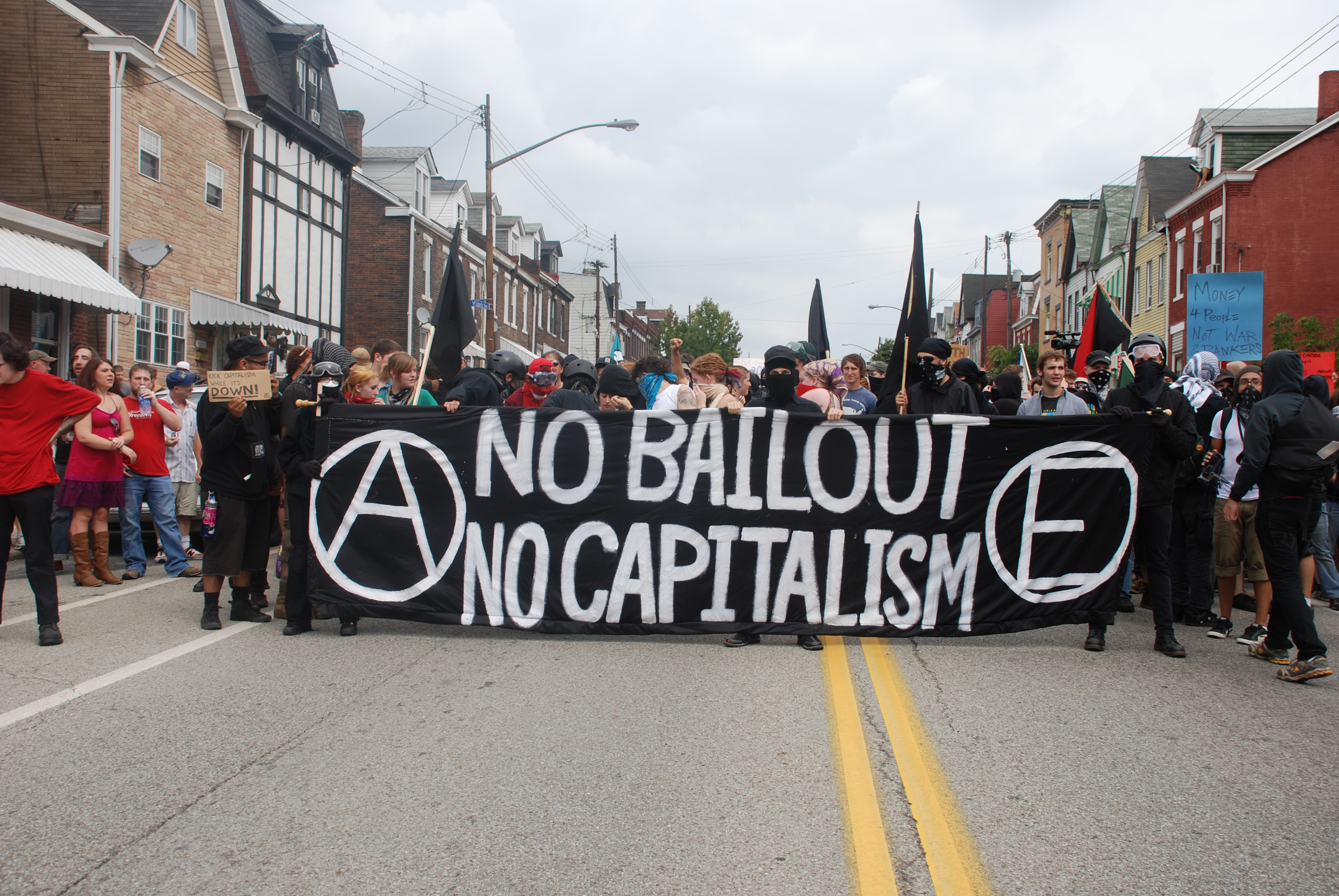
ピッツバーグ近くのローレンスビルにおける抗議運動参加者（9月24日）

首脳会合に対する抗議運動の参加者の中には、平和、環境、労働、社会的公正を訴える各組織が含まれていた。開催週の月曜日（9月21日）、ピープルズ・サミットなどの代替イベントが首脳会合に先駆けて開催された。イベントではテントが張られ、デモやその他のサミットが行われた。火曜日（9月22日）には「フリーダム・カンファレンス2009」と呼ばれる別の代替イベントが開かれ、保守的な草の根運動と自由市場アプローチが主張された。
9月23日水曜日の午前10時15分ごろ、グリーンピースの活動家たちが横断幕を掲げ、ウェスト・エンド・ブリッジから二酸化炭素排出量増加の危険性を警告した。しばらくの間交通をストップさせたものの、8人の活動家は平和裏に引き上げた。
9月24日木曜日、ローレンスビルのアーセナル・パークで、ピッツバーグG20抗議プロジェクトが直接行動の日としてデモ行進を行った。サミット開始の数時間前、デモ行進を止めさせるため警察はOCスプレイ（トウガラシスプレー）を500人のデモ参加者に向けて発射した。警察はまたデモ参加者に対してサウンド砲（LRAD、Long Range Acoustic Device）を使用した。市当局は米国内でデモ参加者に対してサウンド砲が使われたの初めてのケースであるとしている。デモ参加者の中には「Let's Go Steelers!」（注：スティーラーズは地元のNFLチーム）と叫ぶ反抗議運動を目にした者もいた。
夕方遅く、各国首脳がフィップス植物園でワーキング・ディナーに参加していたとき、小さな群衆が近くのシェンレイ・プラザに集まった。当初は静かな集会であったが急速にエスカレートし、夜9時をまわると激しいものとなっていた。数百人の警官がフォーブス・アベニューとカテドラル・オブ・ラーニング近くのビゲロウ・ブルバールにまで溢れ出た群衆を取り囲んだ。暴徒を阻止するため、300人の機動隊員がウィリアム・ピット・ユニオン背後の歩道に並び、さらに200人の警官が近くのフォーブス・アベニューを封鎖した。しかし近くのピッツバーグ大学の学生たちも加わり、群衆は500人近くにまで増えた。警察は群衆に向けてOCスプレイを何度か発射した。警察がデモを粉砕した後、フォーブス・アベニューとクレイグ・ストリート沿いの店舗や事務所が暴徒により荒らされた。ピッツバーグ大学は学生たちに「オークランドの状況は悪化しています。学生は自宅待機してください」と警告した。
9月25日金曜日の朝、ピッツバーグG20抗議プロジェクトは、市内の店舗や事務所（ほとんどは銀行と大企業）で「Everywhere Protests」（どこでも抗議する）と叫んだが、これらは大規模な抗議運動ではなかった。参加者の中には、オークランドのフォーブス・アベニューとアトウッド・ストリートで黒い服を着てフラフープをくるくる回す者もいた。また、イースト・リバティのセンター・アベニューにあるスターバックス・コーヒーにも、同じように少数の抗議運動参加者が集まった。
金曜日の深夜までに、警察は逮捕者190人を含む4,500人が市内で抗議運動に参加したと見積もった。地域経済に約50,000ドルの被害が発生したが、そのうち20,000ドルはたった1人によるもので、木曜日の夜にオークランドで20枚の窓と扉を壊した。不当に逮捕され、首脳会合開催中の圧制的な警察戦術に屈服させられたとして、数十人のピッツバーグ大学の学生たちが警察のとった行動の調査を要求している。
ピッツバーグでの逮捕者の他に、木曜日にはTwitterを使って抗議運動を指示した疑いにより、ケネディ郡区の近くで2人が逮捕された。これはおそらく米国でTwitterを使ったことで逮捕された初めてのケースである。ペンシルベニア・アメリカ自由人権協会（ACLU）の法務部長は、1980年代初期のポーランドで経験した戒厳令と類似した対応であると類型化し、「警備と市民の自由を両立する、よりバランスのとれたモデルは可能である」と提唱している。

## 成果
首脳会合の最初の主なアナウンスメントの1つは、G20首脳会合が国際経済協力のための新しい恒久的な協議の場になる、ということであった。これは、G20会合がG8を根本的に置き換えることを意味している。G8は安全保障問題を扱う場として継続されるが、その影響力は低下すると考えられている。この決定により、G8には含まれていない中国、インド、ブラジルのような主要開発途上国が取り込まれることになる。